# Mantellinae
Sous-famille
Les Mantellinae sont une sous-famille d'amphibiens de la famille des Mantellidae.

## Répartition
Les espèces des neuf genres de cette sous-famille sont endémiques soit de Madagascar et soit de Mayotte. 

## Liste des genres
Selon Amphibian Species of the World (16 juin 2014) :
- Blommersia Dubois, 1992
- Boehmantis Glaw & Vences, 2006
- Gephyromantis Methuen, 1920
- Guibemantis Dubois, 1992
- Mantella Boulenger, 1882
- Mantidactylus Boulenger, 1895
- Spinomantis Dubois, 1992
- Tsingymantis Glaw, Hoegg & Vences, 2006
- Wakea Glaw & Vences, 2006

## Publication originale
- Laurent, 1946 : Mises au point dans la taxonomie des ranides. Revue de Zoologie et de Botanique Africaines, vol. 39, p. 336-338.